# Neocorynurella seeleyi
Neocorynurella seeleyi är en biart som beskrevs av Engel och Klein 1997. Neocorynurella seeleyi ingår i släktet Neocorynurella och familjen vägbin. Inga underarter finns listade i Catalogue of Life.